# Британо-Український симпозіум
Британо-Український симпозіум з анестезіології, інтенсивної терапії та медицини болю (БУС) — кількаденна міжнародна медична конференція анестезіологів та суміжних спеціальностей, що періодично проводиться у Києві.

## БУС-1
Перший Британсько-Український Симпозіум з анестезіології, інтенсивної терапії та медицини болю проходив 24-26 вересня 2008 року на основній навчальній базі кафедри анестезіології та інтенсивної терапії Національної медичної академії післядипломної освіти імені П. Л. Шупика — у Київській міській клінічній лікарні швидкої медичної допомоги та у Київському міському Центрі серця. Він був початком багаторічної плідної співпраці кафедри з Університетським коледжем Лондона та Національним госпіталем неврології та нейрохірургії. Як і в наступних симпозіумах, в ньому з доповідями брали участь професори, провідні лектори, лікарі-консультанти, медичні сестри як з Великої Британії, так і з України.

## БУС-2
Другий Британсько-Український Симпозіум проходив 17-18 вересня 2009 року там же. Основними темами програми були:
- Організаційні питання анестезіологічної служби та післядипломна підготовка лікарів цієї спеціальності;
- Інтенсивна терапія при гострих порушеннях мозкового кровообігу, черепно-мозкових травмах, політравмі;
- Анестезія та інтенсивна терапія в кардіохірургії;
- Медицина болю та регіонарне знеболення;
- Інфекційний контроль у відділеннях інтенсивної терапії;
- Дослідження в інтенсивній терапії.

Було зареєстровано понад 300 учасників.

## БУС-3
Третій британсько-український симпозіум «21 століття: від анестезіології до периоперативної медицини» відбувся 20-21 жовтня 2011 року. Як і всі наступні він проходив у Клінічній лікарні «Феофанія». Це дозволило запровадити в програму симпозіуму світову практику семінарів-воркшопів. В подальшому вони стали невід'ємною частиною БУСів.

## БУС-4
Четвертий британсько-український симпозіум «Анестезіологія та інтенсивна терапия: Уроки минулого та погляд у майбутнє» проходив 25-26 жовтня 2012 року.
Однією з його перлин був виїзний воркшоп по регіонарній анестезії на виставці «Таємниці людського тіла» («The Human Body Exhibition»).

## БУС-5
П'ятий Британо-Український Симпозіум «Новітні тенденції в сучасній анестезіології та інтенсивній терапії — акцент на особливостях лікування осіб похилого віку» проходив 25-26 квітня 2013 року також у клінічній лікарні «Феофанія».
Окрім основної теми на ньому було приділено багато уваги і концепції «хірургії одного дня», інтенсивній терапії сепсису, тощо.
У симпозіумі узяли участь близько 500 лікарів з України та закордону.

## БУС-6
Шостий Британсько-Український Симпозіум «Новітні тенденції в сучасній анестезіології та інтенсивній терапії — акцент на проблемах безпеки пацієнта та моніторингу» проходив 24-25 квітня 2014 року. Також розглядались питання респіраторної підтримки (інвазивної та неівазивної вентиляції легень), юридичні питання в роботі лікаря. Учасники могли краще познайомитись з тромбоеластографією. Незважаючи на складну ситуацію в країні, на конференції виступали іноземні лектори (Велика Британія та США).

Було зареєстровано близько 600 делегатів.

## БУС-7
Сьомий Британсько-Український Симпозіум «Новітні тенденції в сучасній анестезіології та інтенсивній терапії — акцент на проблемах травми, кровотечі та сепсису» проходив 22-25 квітня 2015 року. Значну увагу було приділено особливостям бойової травми, евакуації, світовим стандартам надання допомоги при травмі.
Було зареєстровано близько 700 учасників, конференцію відвідали гості з Білорусі.

## БУС-8
Восьмий Британсько-Український Симпозіум «Акцент на проблемах стандартизації в анестезіології, інтенсивній терапії та невідкладній допомозі при травмі та пораненнях», що присвячений пам'яті професора І. П. Шлапака, пройшов 21-23 квітня 2016 року у клінічній лікарні «Феофанія».
У конференції взяли участь професори, провідні лектори і лікарі-консультанти з Великої Британії, більше 500 спеціалістів з України та інших країн. На конференції розглядались різні питання, а саме:
- стандартизації надання невідкладної медичної допомоги та інтенсивної терапії в умовах збройного конфлікту;
- ключові аспекти стандартизації менеджменту пацієнтів з масивними кровотечами;
- новітні підходи у лікуванні тяжких інфекцій та сепсису.